# Мосад
Мосад модин тафкидим мејухадим (хебр. המוסד למודיעין ולתפקידים מיוחדים, „Институт за обавештајне и специјалне задатке") је израелска обавештајна агенција, у обичном говору позната под именом Мосад. Одговорна је за обавештајно сакупљање, тајне акције (укључујући паравојне активности и атентате) и антитероризам. Фокус Мосада је на арапске земље и организације широм света.

Мосад је одвојен од израелских демократских институција. Зато што ниједан закон не дефинише његову сврху, циљеве, улоге, мисије, овлашћења или буџет и зато што је изузет од уставних закона државе Израел, Мосад је био описиван као држава у држави. Директор Мосада је одговоран директно и једино премијеру. Његов годишњи буџет се процењује на око 10 милијарди шекела (2,73 милијарди УСД), а процењује се да директно запошљава око 7000 људи, што га чини другом највећом шпијунском агенцијом у западном свету, након америчке ЦИА.

## Увод
Мосад је једна од најчувенијих обавештајних агенција у свету, уз америчку Цију и британски МИ6. Позната је по својој ефикасности, и многи сматрају да даје велики допринос стабилности и безбедности Израела.
Мосад је формиран у децембру 1949. као „Централни институт за координацију“, на препоруку Реувена Шилаоха тадашњем премијеру Израела Давиду Бен-Гуриону. Шилоах је желео централно тело које би координисало и унапредило сарадњу између постојећих безбедносних служби — Војног обавештајног одељења (МАМАН), Опште безбедносне службе (ГСС или „ШАбак") и „политичког одељења“ министарства спољних послова. Марта 1951. је реорганизован, и учињен делом канцеларије премијера, одговарајући директно премијеру. Данашњи број радника Мосада се процењује на око 1200.
Мосад је цивилна служба и не користи војне чинове, мада је већина службеника служила у Израелским одбрамбеним снагама (у Израелу је обавезно служење војног рока), и многи од њих су официри.
Оригинални мото Мосада је: Betahbulot Ta'ase Lekha Milkhama (хебрејски: בתחבולות תעשה לך מלחמה, „Јер уз мудар савет ћеш водити рат: а у мноштву саветника је безбедност." — Изреке XXIV, 6) али је недавно промењен због тренда изласка Мосада у јавност другом изреком: Be-ein Tahbulot Yipol Am; Uteshua Berov Yoetz'' (хебрејски: באין תחבולות יפול עם, ותשועה ברוב יועץ, „Где нема савета, људи падају, али у мноштву саветника лежи безбедност." — Изреке XI, 14)
Мада Мосад има дугу репутацију врло ефикасне агенције, он има прилично либералну политику када су у питању киднаповања и атентати, и некада га називају разбојничком агенцијом изван Израела. Такође је био умешан у неколико срамних дебакала.

## Одељења
Организациона структура Мосада је званично поверљива. Мосад је организован у дивизије, које води директор еквивалентан генерал-мајору у Израелским одбрамбеним снагама.
Седиште Мосада је у Тел Авиву, и има шест одељења:
- Одељење прикупљања је највеће, и одговорно је за шпијунске операције.[5]
- Одељење политичке акције и веза спроводи политичке активности и одржава везе са пријатељским страним обавештајним службама и са државама са којим Израел нема нормалне дипломатске односе.[5]
- Дивизија за специјалне операције (Метсада) спроводи атентате, саботаже и паравојне пројекте.
- ЛАП (Лохамах Психологит) одељење је одговорно за психолошко ратовање, пропаганду и операције обмањивања.
- Одељење за истраживање је одговорно за обавештајну синтезу.[6]
- Технолошко одељење је одговорно за развој технологија за подршку Мосадових операција.

### Противтерористичке јединице

#### Метсада
Метсада је јединица одговорна за нападе на непријатеља. Метсада управља „малим јединицама бораца” чије мисије укључују „атентате и саботаже”.

#### Кидон
Кидон је јединица која припада одељењу Цезареје (једноm од Мосадових осам одељења). Jаков Каc га описује као „елитну групу експертских атентатора који делују под Цезарејским огранком шпијунске организације. О овој мистериозној јединици није познато много. Детаљне информације о њој су међу најчуванијим тајнама Израелске обавештајне заједнице”. Људство се регрутује из редова „бивших војника из елитних јединица специјалних снага ИДФ-а”. Ова јединица је део израелске политике атентата, која је, по Ронену Бергману, политика коју је Израел користио више него било која друга држава на Западу, почевши од Другог светског рата, наводећи да је извршено најмање 2.700 атентата.

### Предузетнички капитал
Мосад је отворио фонд за ризични капитал како би уложили у високо технолошка предузећа у зачетку ради развоја нових сајбер технологија. Имена технолошких старт-ап предузећа које финансира Мосад нису доступна.

### Операција Харпун
Заједно са Шурат Хадином, они су започели операцију Харпун, чији је циљ „уништење терористичких монетарних мрежа”.

## Чувене Мосадове операције
- Лоцирање и киднаповање нацисте Адолфа Ајхмана
- Помоћ у имиграцији етиопских Јевреја у Израел.
- Ликвидација одговорних за Минхенски масакр на Олимпијским играма 1972. и Аферу Лилехамер.
- Киднаповање Мордехај Ванунуа (Mordechai Vanunu) у Италији
- Добављање високо осетљивих информација о ирачком нуклеарном реактору Озирак који је уништен у израелском ваздушном нападу 1981.
- Добављање обавештајних података за израелске војне операције, хиљаде миља од Израела, на пример за Операцију Ентебе.
- Ликвидација Абу Џихада.

## Чувени дебакли Мосада
Године 1973, убијен је Ахмед Бучхики, недужни арапски конобар у Лилехамеру, Норвешка. Он је био помешан са Али Хасан Саламехом, једним од вођа Црног септембра, палестинске терористичке организације одговорне за Минхенски масакр. Агенти Мосада су користили лажне канадске пасоше, што је разљутило канадску владу. Ово је било слично ситуацији из 1981. када су лажни британски пасоши пронађени у једној торби у Лондону, што је довело до дипломатске свађе са Израелом, око Мосадовог покушаја да се инфилтрира у Кину. 1997, два агента Мосада су ухваћена у Јордану (који је потписао мировни споразум са Израелом) на задатку да убију шеика Халида Машала, вођу палестинске милитантне групе Хамас, убризгавши му отров. Поново су користили лажне канадске пасоше. Ово је довело до дипломатске свађе са Канадом и Јорданом, и Израел је био приморан да пусти неколико палестинских затвореника, посебно духовног вођу милитантног Хамаса, шејха Ахмеда Јасина, за кога Израел тврди да је играо истакнуту улогу у нападима на израелске цивиле (и војнике) током Ал-Акса интифаде, у замену за агенте Мосада (које је иначе чекала смртна казна због покушаја убиства).
У јулу 2004, Нови Зеланд је ставио Израел под дипломатске санкције због инцидента у коме су два Израелца, Уриел Келман и Ели Кара, наводно радећи за Мосад покушали да на превару прибаве новозеландске пасоше.

## Директори Мосада
| 1951—1952. | Рубен Шилоах  |
| 1952—1963. | Исер Харел    |
| 1963—1968. | Меир Амит     |
| 1968—1974. | Цви Замир     |
| 1974—1982. | Јицхак Хофи   |
| 1982—1990. | Нахум Адмони  |
| 1990—1996. | Шабтаи Шавит  |
| 1996—1998. | Дени Јатом    |
| 1998—2003. | Ефраим Халеви |
| 2003. —    | Меир Даган    |